# Strachy na Lachy
Strachy na Lachy — польський музичний гурт, створений у 2002 році.

## Історія
Засновниками гурту є Кшиштоф Ґрабовський та Анджей Козакевич, які в той час були учасниками гурту Pidżama Porno. Спочатку гурт називався Grabaż + Ktoś Tam Jeszcze, але потім змінив назву на Grabaż i Strachy na Lachy, а пізніше — Międzymiastówka Muzykująca Grabaż i Strachy na Lachy.
Наприкінці 2003 року видали перший альбом, Strachy na Lachy.
На початку вересня 2005 лідер гурту Кшиштоф Грабовський вирішив назвати гурт просто Strachy na Lachy.

## Склад (вересень 2010)
- Кшиштоф Ґрабовський (Krzysztof «Grabaż» Grabowski) — спів, гітара
- Анджей Козакевич (Andrzej «Kozak» Kozakiewicz) — гітара
- Рафал Пйотрков'як (Rafał «Kuzyn» Piotrkowiak) — ударна установка
- Лонґін Бартков'як (Longin «Lo» Bartkowiak) — бас-гітара
- Маріуш Налєпа (Mariusz «Maniek» Nalepa) — конґа, гітара, губна гармоніка, спів
- Аркадіуш Рейда (Arkadiusz «Pan Areczek» Rejda) — акордеон

### Колишні учасники
- Себастіян Чайковський (Sebastian «Anem» Czajkowski) — клавішні — до вересня 2007

## Дискографія

### Альбоми
| 2003                        | Strachy na Lachy - Дата: 8 грудня 2003 - Видавець: S.P. Records    | —  |              |
| 2005                        | Piła tango - Дата: 7 листопада 2005 - Видавець: S.P. Records       | 4  |              |
| 2007                        | Autor - Дата: 22 жовтня 2007 - Видавець: S.P. Records              | 3  | золотий диск |
| 2008                        | Zakazane piosenki - Дата: 22 вересня 2008 - Видавець: S.P. Records | 4  | золотий диск |
| 2010                        | Dodekafonia - Дата: 22 лютого 2010 - Видавець: S.P. Records        | 1  | золотий диск |
| 2011                        | Dekada - Дата: 2011 жовтень 21 - Видавець: S.P. Records            | 23 | золотий диск |
| «—» позиція не визначалась. |                                                                    |    |              |

### Сингли
| 2003                        | Krew z szafy                 | -  |
| 2004                        | BTW — mamy tylko siebie      | 16 |
| 2004                        | Raissa                       | -  |
| 2005                        | Dzień dobry kocham Cię       | 8  |
| 2006                        | Piła tango                   | 12 |
| 2006                        | Moralne salto                | 4  |
| 2007                        | Jedna taka szansa na 100     | 14 |
| 2007                        | Czerwony autobus             | 19 |
| 2007                        | Walka Jakuba z aniołem       | 16 |
| 2008                        | Po prostu pastelowe          | 15 |
| 2009                        | Wariat                       | 17 |
| 2009                        | Żyję w kraju                 | 1  |
| 2010                        | Ostatki — nie widzisz stawki | 3  |
| 2010                        | Twoje oczy lubią mnie        | 7  |
| «—» позиція не визначалась. |                              |    |

## Кліпи
- «Krew z szafy» (2003)
- «BTW — mamy tylko siebie» (2004)
- «Dzień dobry, kocham Cię» (2005)
- «Piła tango» (2006)
- «Moralne salto» (2006)
- «Jedna taka szansa na 100» (2007)
- «Czerwony autobus» (2007)
- «Po prostu pastelowe» (2008)
- «Wariat» (2009)
- «Żyję w kraju» (2009,)
- «Ostatki — nie widzisz stawki» (2010)
- «Twoje oczy lubią mnie» (2010)